# Peter Karow

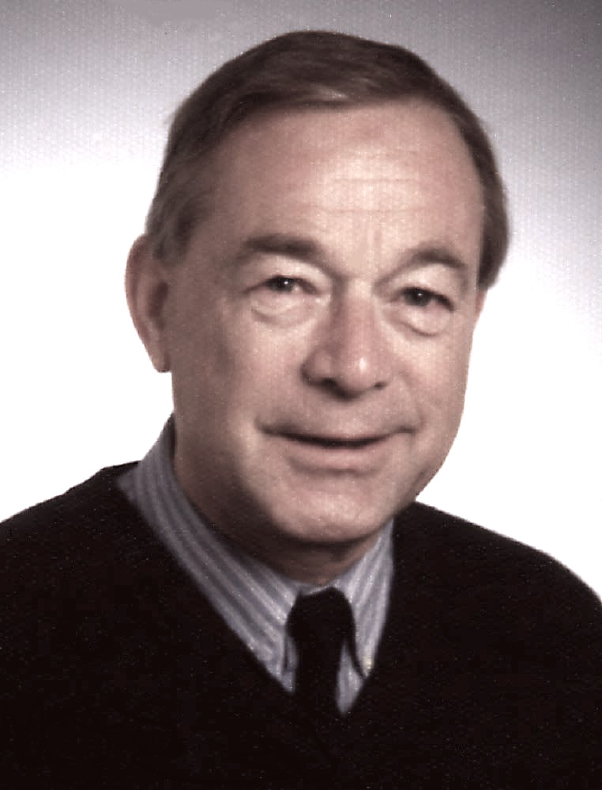
Peter Karow

Peter Karow (* 11. November 1940 in Stargard in Pommern) ist ein deutscher Unternehmer, Erfinder und Softwareentwickler. Er hält einige Patente im Bereich Desktop Publishing. Bekannt wurde er für seine Arbeit mit Computerschriften. Mit einer Reihe von Büchern und Patenten hat Peter Karow wesentlich zur weltweiten elektronischen Nutzung von Schriften und zur Weiterentwicklung der Betriebssoftware für Computer beigetragen. Er gilt als der Erfinder der digitalen Schriftspeicherung mit Outline-Formaten.

## Leben
Nach dem Abitur im Jahr 1960 in Schöningen bei Braunschweig studierte Karow Physik in Hamburg. Er ist seit dem Jahr 1969 verheiratet und hat zwei Kinder. Nach der Promotion im Jahr 1971 wurde er dritter Partner der Firma URW Software & Type GmbH in Hamburg. Sein Ikarus-Programm wurde im Jahr 1975 den Mitgliedern der Association Typographique Internationale in Warschau vorgestellt. Danach wurde es weltweit für die Digitalisierung von Schriften eingesetzt. Bei URW wurden von 1975 bis 1995 große Mengen digitaler Schriften für Firmen wie IBM, Siemens, Microsoft, Apple, Adobe, Linotype, Monotype, Hell und japanische Firmen digitalisiert.

## Wirken

### Digitalisierung der Konturen (Outlines) von Buchstaben (1972) mit Ikarus

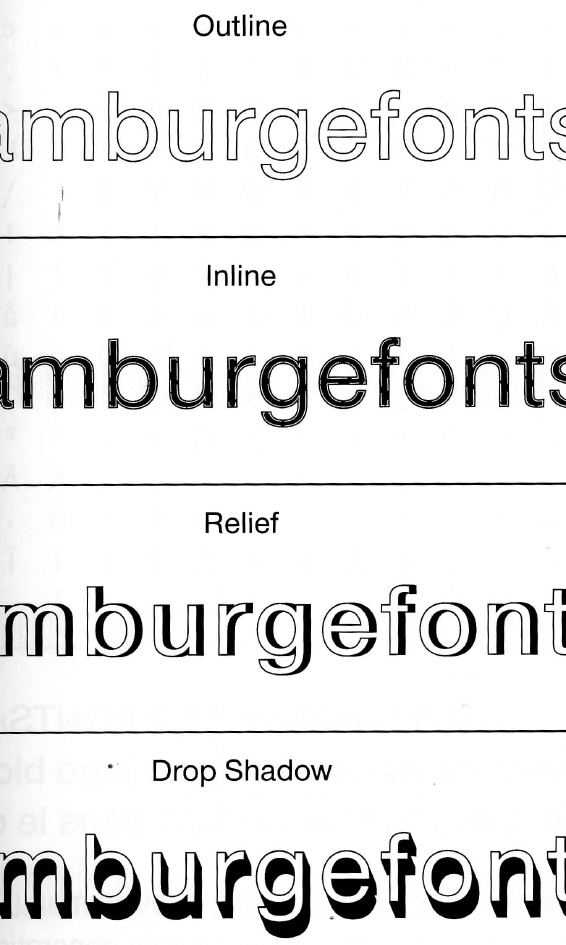
elektronische Schriftvarianten 1973

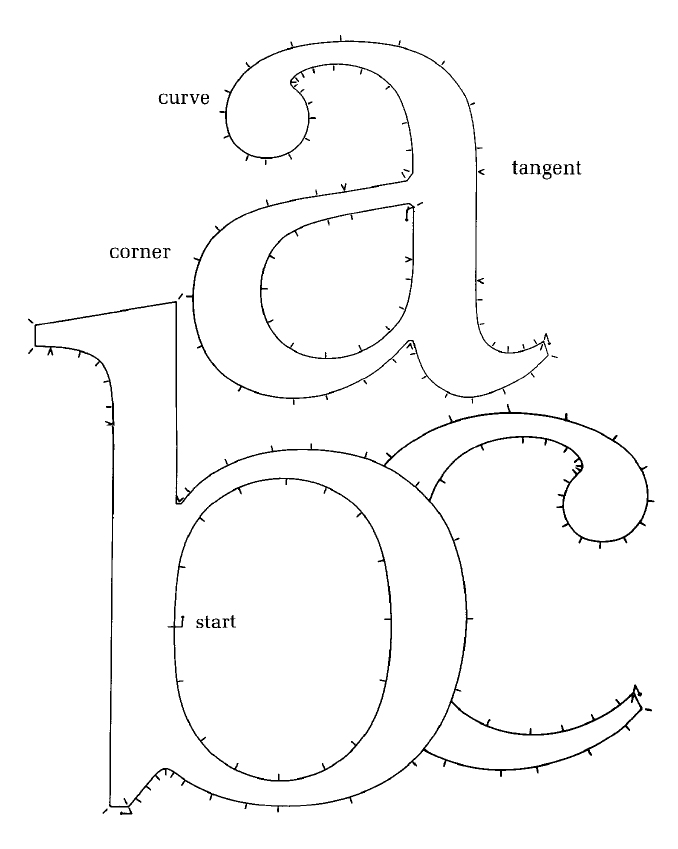
Ikarus-Outline-Beschreibung

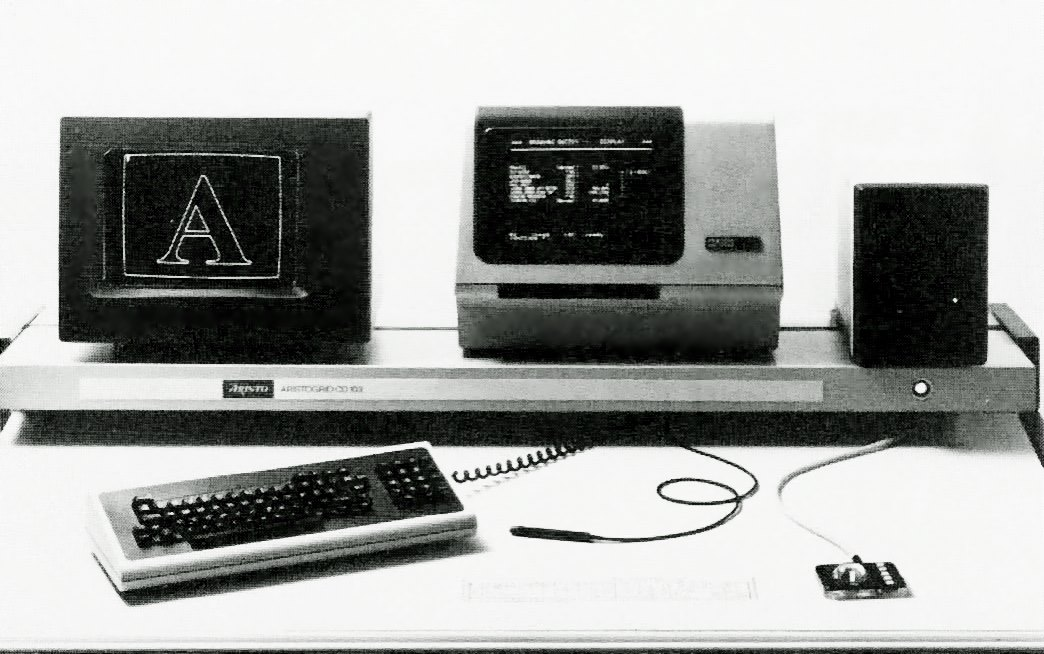
Digitizer 1972

Auf einem Digitizertablett von Aristo wurden die Buchstaben in einer Größe von etwa 10 cm längs ihrer Kontur mit Hilfe von verschiedenen Stützpunkten (Anfang, Ecke, Tangente, Kurve) in einer Genauigkeit von 1/100 mm digitalisiert, waren dadurch für den Computer beliebig skalierbar und anderen Rechenoperationen zugänglich.

### Berechnung erster Variationen (1973)
Nachdem die Ausgabe für Zeichenmaschinen programmiert war, wurden die ersten Variationen von Schriften berechnet wie kursive, konturierte und schattierte Buchstaben.

### Interpolationen (1973)
Aus einer mageren und einer fetten Version einer Schrift konnten durch Inter- und Extrapolation beliebig viele Stufen berechnet werden wie zum Beispiel extraleichte, halbfette und extrafette Varianten. Diese Erfindung ersparte den Schriftherstellern sehr viel Arbeit und wurde insbesondere in Japan häufig eingesetzt.

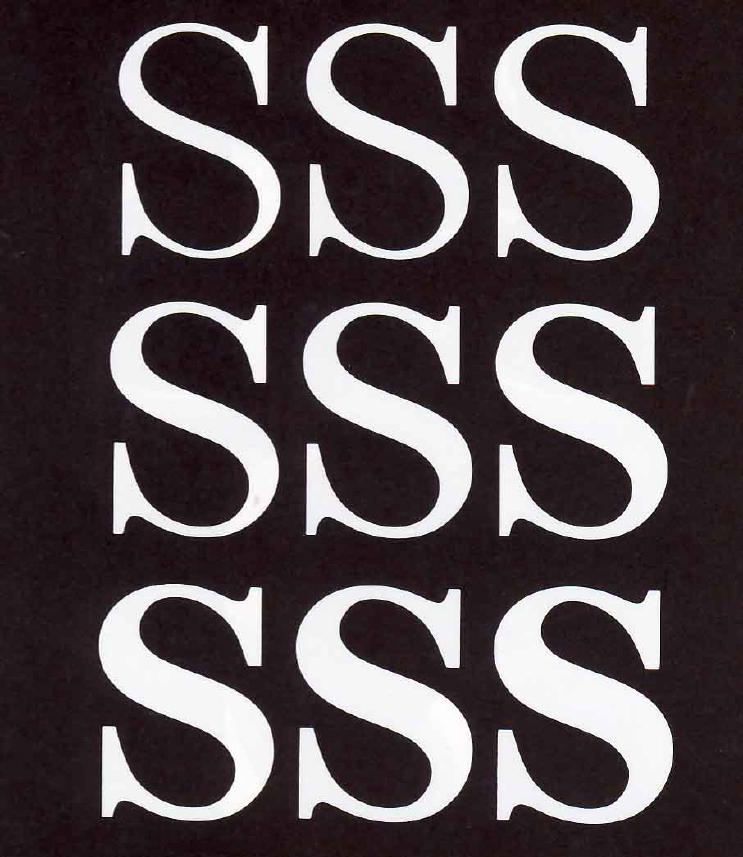
Interpolation von Schriften

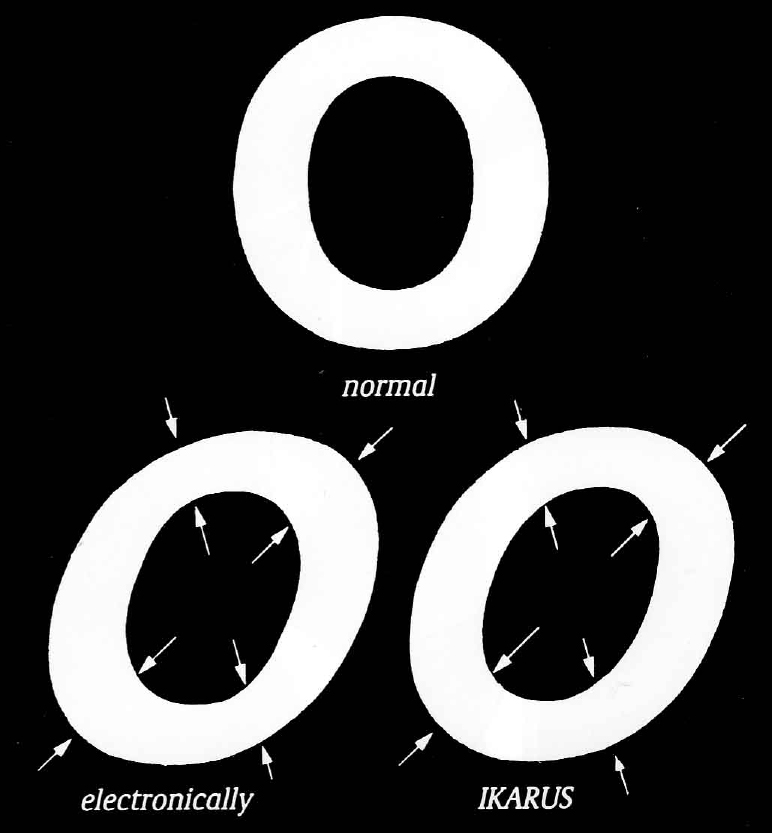
Kursivausgleich nach elektronischer Kursivierung

### Sticken von Texten (1975)
Für die Firma Gunold in Stockstadt entwickelte er ein Programm, mit dem erstmals automatisch Texte in Plattstich gestickt werden konnten.

### Berechnung von Bitmaps (Rasterizing, 1975)

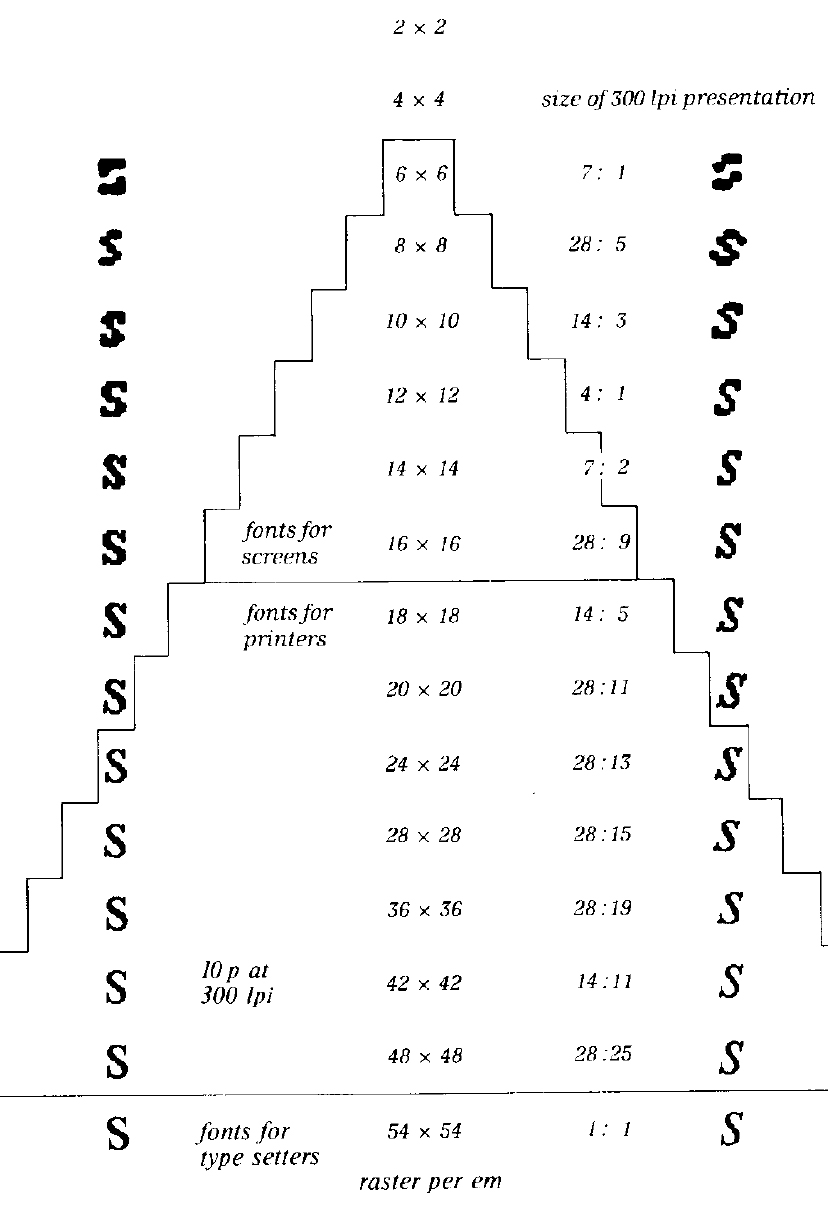
Rasterung von Bitmap-Schriften

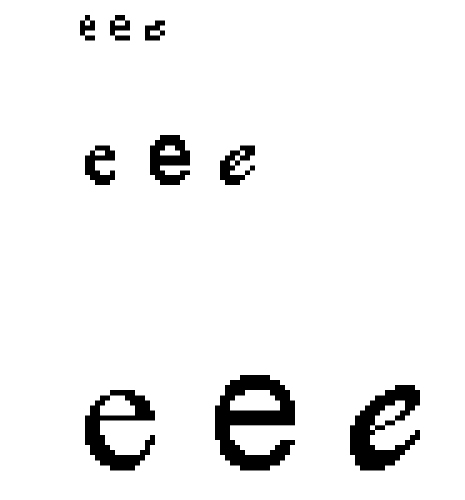
kontrollierte, bestmögliche Rasterung

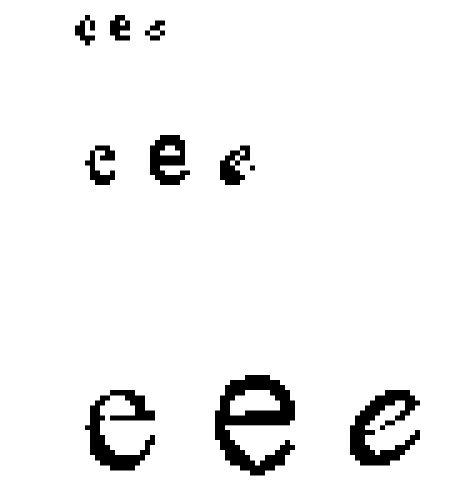
Formentstellungen nach automatischer Rasterung

Für die Darstellung von Buchstaben durch elektronische Geräte wie digitale Setzmaschinen, Nadel- bzw. Laserdrucker und insbesondere Computerbildschirme ist die schnelle Berechnung von Bitmaps in beliebiger Größe (Auflösung) entscheidend. 1965 hatte Dr. Rudolf Hell den Digiset erfunden, die erste elektronische Setzmaschine. Ab 1970 waren bei Xerox die ersten kleinen Laserdrucker betriebsbereit und ab 1973 war der erste PC (Xerox Alto) mit einer grafischen Bedienoberfläche entwickelt, in dem ein Bitmap-Speicher zur Herstellung des Videosignals diente.

### Hinting (1975)
Schon bald merkte Peter Karow, dass die bloße Berechnung von Bitmaps bei groben Auflösungen zu Buchstabenformen führte, die durch die zufällige Rasterung entstellt wirkten. Zur Vermeidung dieser Effekte erfand er die zusätzliche Angabe von Buchstabenelementen wie senkrechter und waagerechter gerader bzw. gebogener Strich oder Serife und deren Klassifizierung als zu Groß- bzw. Kleinbuchstaben zugehörig. Hiermit konnten verbesserte Bitmaps hergestellt werden und als Bitmap-Fonts in Verbindung mit Nadel- und Laserdruckern bzw. elektronischen Setzmaschinen benutzt werden. 1985 entwickelten John Warnock und Chuck Geschke mit Bill Paxton auf der Basis dieses Konzeptes bei Adobe das „Hinting on the Fly“ für PostScript-Fonts. Damit konnten auf beliebigen Computern und Druckern sowie Setzmaschinen Schriften eingesetzt werden, die allgemein verfügbar waren. 1988 beriet Peter Karow die Firma Apple bei der Entwicklung des Hintings für TrueType-Fonts. 1992 wurde diese Methode der Schriftspeicherung von Microsoft übernommen. 1997 wurden beide Techniken zur Schriftspeicherung als OpenType vereint.

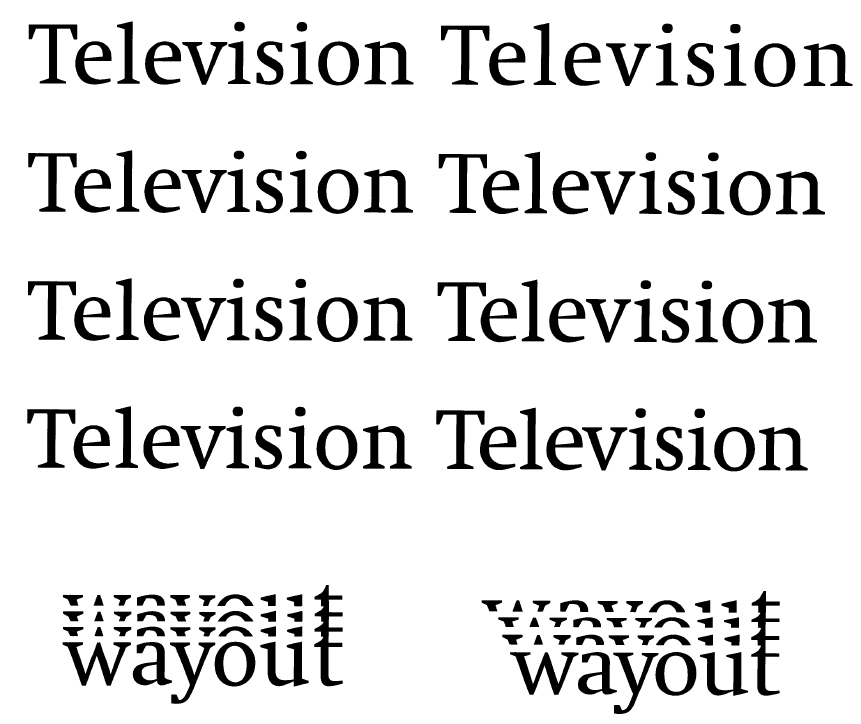
links ohne, rechts mit Kerning

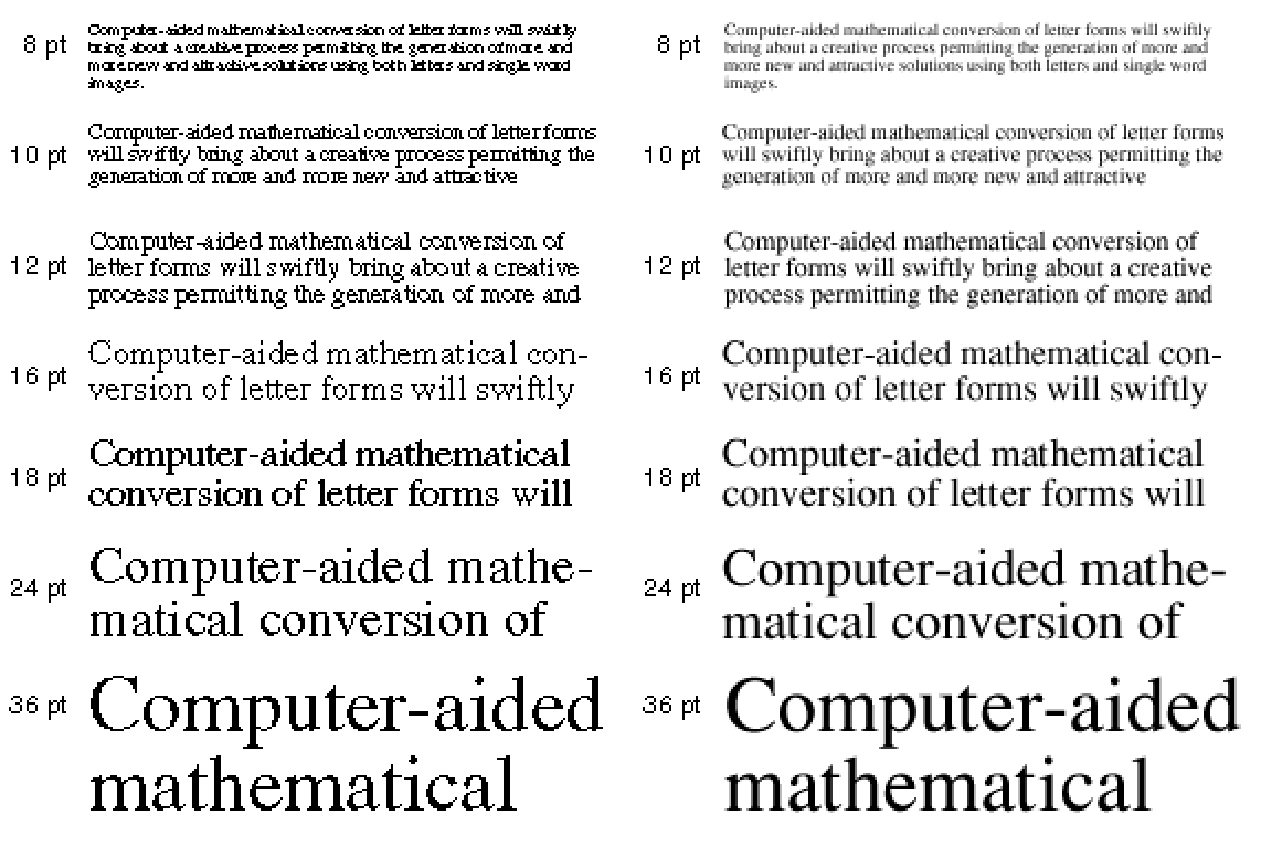
links ohne, rechts mit Graurasterung

### Kerning (1981)
Ab 1981 bis 1991 beschäftigte er sich zusammen mit Margret Albrecht aus Hamburg mit der Automatisierung des Kernings, also der Berechnung von Unterschneidungsangaben zur Verbesserung des Satzes von Texten. Bis dahin wurden diese Werte von Schriftentwerfern empirisch bestimmt.

### Grayscaling (1981)
Zunächst waren die grafischen Bedienoberflächen auf den Bildschirmen schwarzweiß und daher die Darstellung der Schriften in kleinen Größen miserabel, nämlich mit gezackten Rändern. Peter Karow befasste sich mit der kostengünstigen Verbesserung der Darstellung durch Verwendung von Graustufen für die Ränder, konnte sich aber zunächst nicht durchsetzen. Erst 1995 konnten auf seinen Rat hin bei Adobe im Programm Acrobat Graustufen für die Darstellung von Texten auf Bildschirmen erstmals eingesetzt werden. Inzwischen werden allgemein auf den Bildschirmen alle Buchstaben mit Graustufen zur Glättung der Ränder dargestellt.

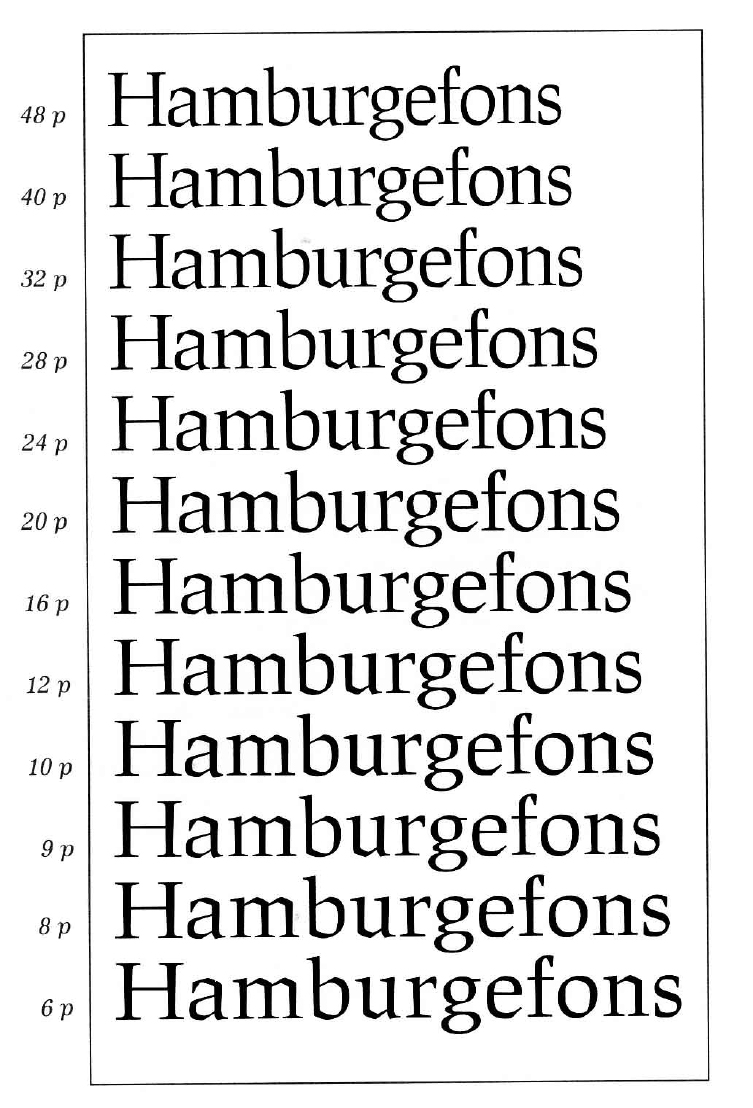
unterschiedliche Form pro Schriftgröße

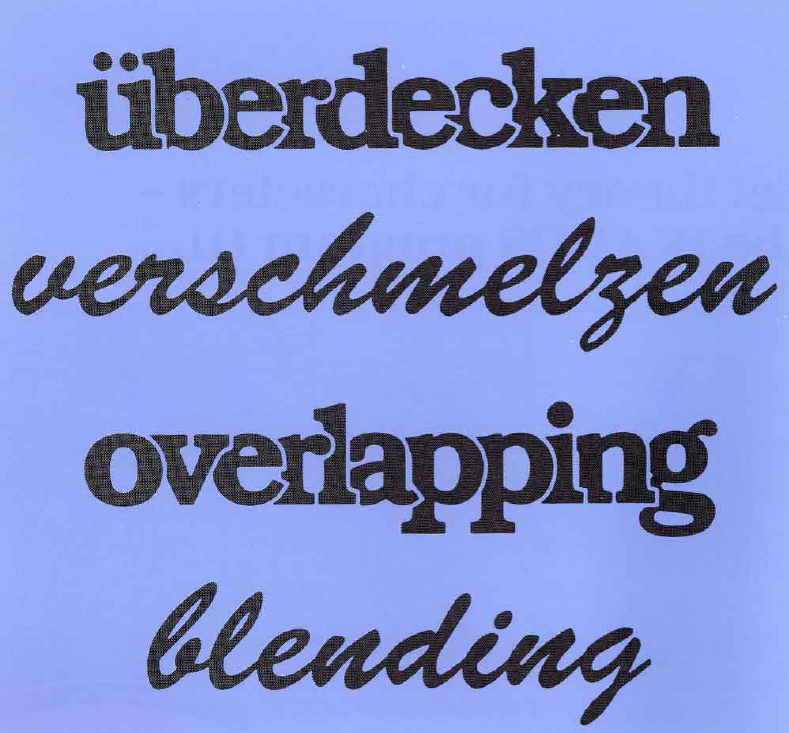
Beschriftungen mit dem Signus-System

### Signus-System (1983)
1983 wurde aus dem Ikarus-Programm das Signus-System entwickelt, mit dem Buchstaben aus selbstklebenden Folien geschnitten werden konnten zur Beschriftung in der Außenwerbung. Diese Beschriftungstechnik wird heute mit dem Begriff „Computerschriften“ bezeichnet.

### Optical Scaling (1991)
Mit dieser Methode wurde die automatische Anpassung der Schriften an die Buchstabengröße erreicht, so wie früher zur Zeit des Bleisatzes die Schriften mit absteigender Punktgröße etwas fetter und breiter hergestellt worden waren. Heute wird dieses altbekannte Verfahren in der Regel nicht mehr verwendet.

### Element Separation (1992)
Zusammen mit Jürgen Willrodt aus Hamburg entwickelte er für die Firma Fujitsu die automatische Zerlegung von Kanji-Zeichen in Elemente. Mit dieser Methode konnte eine Kanji-Schrift mit einer Platzersparnis von 80 % gespeichert werden, ohne dass bei der Wiedergabe nach der Zusammensetzung Qualitätsverluste auftraten.

### Absatzumbruch

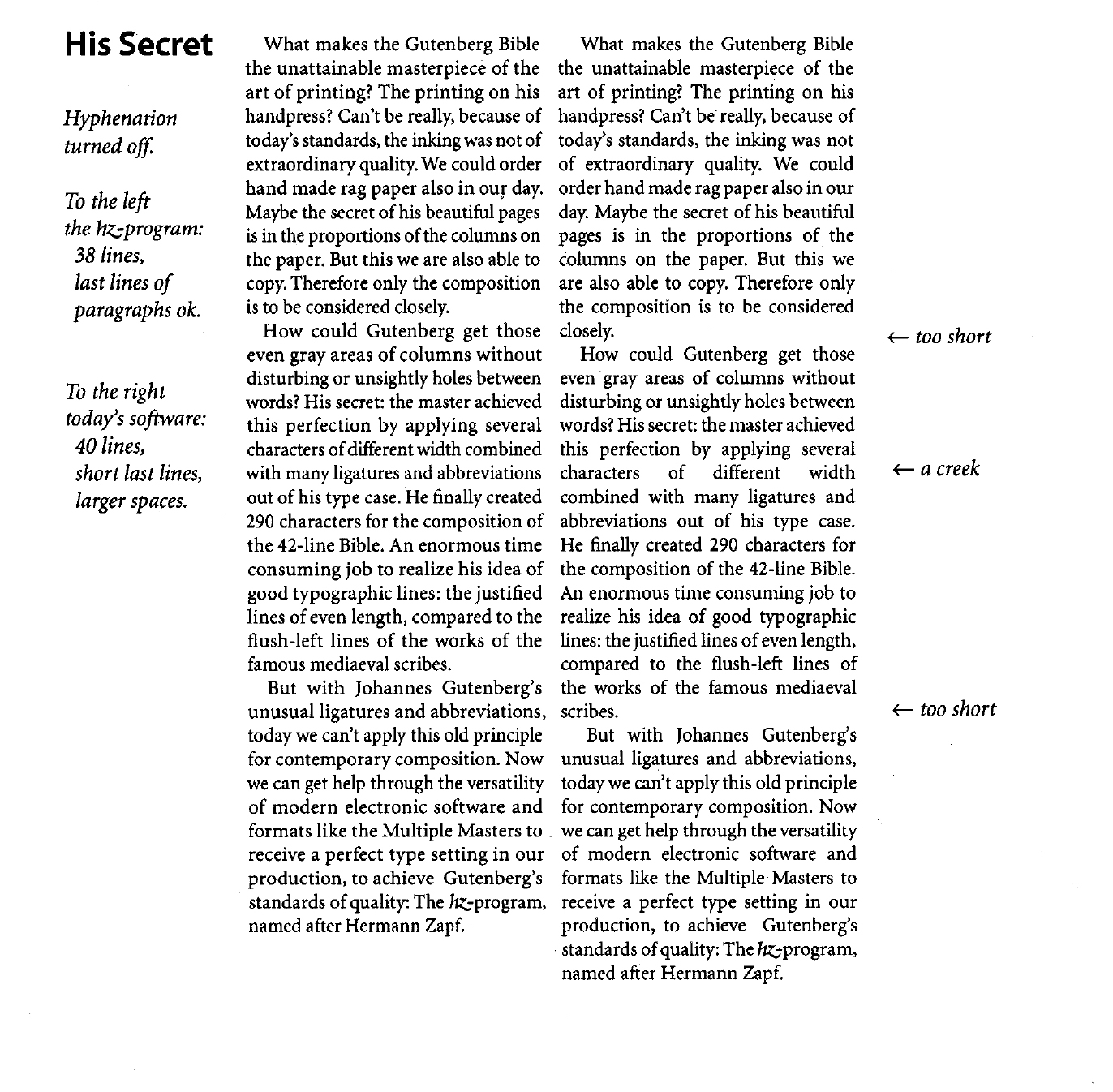
hz-Programm

Das hz-Programm (1992): Zusammen mit dem bekannten Typographen Hermann Zapf und Margret Albrecht entwickelte er die Automatisierung des Absatzumbruchs. Neben dem automatischen Kerning und dem Optical Scaling wurde die Optimierung des Umbruchs gemäß Donald Knuth (Satzsystem TeX) eingesetzt. 1995 wurden die zugrundeliegenden Ideen und Algorithmen an die Firma Adobe Inc. abgegeben und dort für das Programm InDesign programmiert.

### Kapitelumbruch (1995)
Analog zu den Überlegungen beim Absatzumbruch beschäftigte er sich zusammen mit Margret Albrecht bei der Firma Adobe mit dem automatischen Umbruch eines Kapitels. Sie erreichten, dass die Kapitel eines Buches auf einer rechten Seite (recto) beginnen können und stets auf einer linken Seite (verso) enden unter Vermeidung von Hurenkindern und Schusterjungen. 1996 wurde die Methode zum Patent angemeldet, jedoch bisher nicht in einem Satzprogramm verwendet.

### AdZyklopädie (1999)
In der Firma AdVision digital GmbH in Hamburg entwickelte er die AdZyklopädie, eine Datenbank für vergangene und aktuelle Werbemaßnahmen in Zeitungen, Zeitschriften, Fernsehen, Internet, Plakaten, Kino und E-Mail. Das Präsidium des Gesamtverbands Kommunikationsagenturen (GWA) schloss 1999 eine Kooperation mit dem Hamburger Unternehmen AdVision digital GmbH, um den Mitgliedern und deren Kunden erstmals eine Wettbewerbsbeobachtung über das Internet zu ermöglichen. Heute erlaubt es die GWA-AdZyklopädie auch Werbespendings (Budgets) nach Firmen, Marken und Produkten auszuwerten. Damit ist diese ein Konkurrent zum quasi Monopolisten Nielsen Media Research.

## Auszeichnung
- 2003: Dr. Peter Karow Award for Font Technology & Digital Typography der Dutch Type Library (DTL) für außergewöhnliche und innovative Leistungen im Bereich der Fonttechnologie und digitaler Typografie[23]

## Werke
- Computerunterstützte Schriftentwicklung für Fotosatz, CRT- und Lasersatz. Der Druckspiegel, Nr. 9, September 1979.
- Ikarus: computergesteuerte Vorlagenerstellung für Foto-, CRT- und Lasersatz. Typografische Monatsblätter TM2, 1980.
- IKARUS in Hamburg, Graphik in Industrie und Technik, Springer Verlag, Berlin Heidelberg New York London Paris Tokyo, 1989, ISBN 3-540-50769-8.
- Digitale Schriften. Springer-Verlag, Berlin Heidelberg New York London Paris Tokyo, 1992, ISBN 3-540-54917-X.
- Digital Typefaces. Springer-Verlag, Berlin Heidelberg New York London Paris Tokyo, 1994, ISBN 3-540-56509-4.
- Fonttechnologie. Springer-Verlag, Berlin Heidelberg New York London Paris Tokyo, 1992, ISBN 3-540-54918-8.
- Font Technology. Springer-Verlag, Berlin Heidelberg New York London Paris Tokyo, 1994, ISBN 3-540-57223-6.
- Schriftstatistik. URW Verlag, Hamburg, 1992, ISBN 3-926515-07-4.
- Typeface Statistics. URW Verlag, Hamburg, 1993, ISBN 3-926515-08-2.
- PrintWorks. URW Verlag, Hamburg, 1994, ISBN 3-926515-13-9.
- EuroWorks. URW Verlag, Hamburg, 1994, ISBN 3-926515-11-2.
- Шрифтовые технологии. Описание и инструментарий. Издательство «Мир», Москва, 2001, ISBN 5-03-003360-2.